# Estadio Bello Horizonte - Rey Pelé
El  Estadio Bello Horizonte - Rey Pelé (renombrado en el 2023), anteriormente conocido como "Estadio Manuel Calle Lombana", es un estadio de fútbol ubicado en la ciudad de Villavicencio, departamento del Meta en Colombia. Fue inaugurado en 1958 y en la actualidad cuenta con una capacidad de 18 000 espectadores. El escenario llevaba el nombre de Manuel Calle Lombana, quién fue alcalde de Villavicencio en 1958, hasta que en el año 2020 retomó a su nombre original Bello Horizonte. Dicho nombre fue modificado en 2023 al actual Bello Horizonte - Rey Pelé, en honor al exfutbolista brasileño Pelé y sumándose de esta forma a la iniciativa de la FIFA de rendirle un homenaje tras su fallecimiento el 29 de diciembre de 2022.

## Historia
La fecha de apertura del estadio "Macal" exactamente fue en 1958.
Para el año 1985 se celebraron Los XII Juegos Nacionales Villavicencio 1985 entre el 19 de enero y el 3 de febrero de 1985, y fue el Estadio olímpico.
El 9 de abril de 1994, quedó grabado en la historia por primera vez que la Selección Colombia jugó en el estadio y de momento la única vez fue en un amistoso de preparación para las  Eliminatorias USA 1994, dicho encuentro terminó en derrota 0-1 ante Bolivia, el gol lo marcó Mario Pinedo a los 9 minutos de partido, hecho en el que la tricolor perdió un invicto de 28 partidos, se presenciaron jugadores como Óscar Córdoba, Leonel Álvarez, Mauricio Serna y John Jairo Tréllez.
Este estadio ha sido la sede de local de los equipos Alianza Llanos(1991 a 1997) en la Primera B, Unión Meta(2000) en la Primera B, Centauros Villavicencio en la Primera B(2002 cuando logró su ascenso a Primera A para 2003 y (2004-2011) en Primera B y actualmente Llaneros (2012-Presente) en la Primera B que hasta el momento ha disputado la final del torneo finalización de la Primera B 2017  frente a Leones y los octavos de final frente a Atlético Junior en la Copa Colombia 2014.
En la historia del escenario dos equipos se han coronado campeones: Centauros en la Primera B 2002 y La Equidad en la Primera B 2006, contra Centauros.
Un hecho insólito se presentó en el estadio Macal el 8 de junio de 2008 en el torneo de Ascenso de la Temporada 2008. Al minuto 42 del primer tiempo, en el partido Centauros vs. Patriotas Boyacá, ingresó al terreno de juego un camión cisterna lleno de agua.
En el año 2011 en un partido entre Centauros y Atlético Bucaramanga por una de las fechas correspondientes del Torneo de Ascenso de la Temporada 2011 el equipo Atlético Bucaramanga perdía 3-0 al finalizar los primeros 45 minutos, lo que hizo que los seguidores 'canarios' se molestaran por el mal desempeño del equipo. Los hinchas "Bucaros" que asistieron al estadio Manuel Calle Lombana para observar el partido de su equipo en la visita, burlaron la seguridad policial y con puñales intentaron agredir a los jugadores del equipo al término del primer tiempo. La reacción de la Policía no permitió que los incidentes dejaran heridos, y los aficionados involucrados fueron capturados y fueron penalizados por la Fiscalía.
El 7 de agosto de 2016 en un partido entre Llaneros y América de Cali por la fecha 22 del Torneo de Ascenso de la temporada 2016 se presentó una notable asistencia de publicó en el estadio de 9000 espectadores.
En el año 2018 se presentó en el estadio Macal el 25 de febrero de 2018 en el torneo de Ascenso de la temporada 2018. En el segundo tiempo, en el partido Llaneros vs. Deportivo Pereira, se presentó un ataque de avispas por lo que se detuvo el juego al menos 20 minutos.
En el Torneo Finalización 2024 los equipos Millonarios y América de Cali jugaron partidos por Primera A. 
En el Torneo Finalización 2005 el equipo Independiente Santafe jugó de local un partido por Primera A. 
En los octavos de final de la Copa Colombia 2015 el Boyacá Chicó jugó el partido de ida frente al Deportivo Cali.  
El Domingo 1 de septiembre del 2024 se presentaría un hecho histórico en este estadio, cuando el delantero colombiano Radamel Falcao marcó su primer gol en la primera division del futbol colombiano con la camiseta de Millonarios F.C enfrentando a Patriotas Boyacá,el 14 de noviembre del mismo año el "tigre" anotaría su segundo gol con el equipo embajador en este mismo estadio en la goleada por 1-5 frente al Boyacá Chicó.
El sábado 14 de diciembre del 2024, Llaneros confirmó su ascenso a la Categoría Primera A para la temporada 2025, por lo cual este estadio albergará los partidos como local del "conjunto de la media Colombia" en la Primera División por primera vez en su historia.  

## Reformas

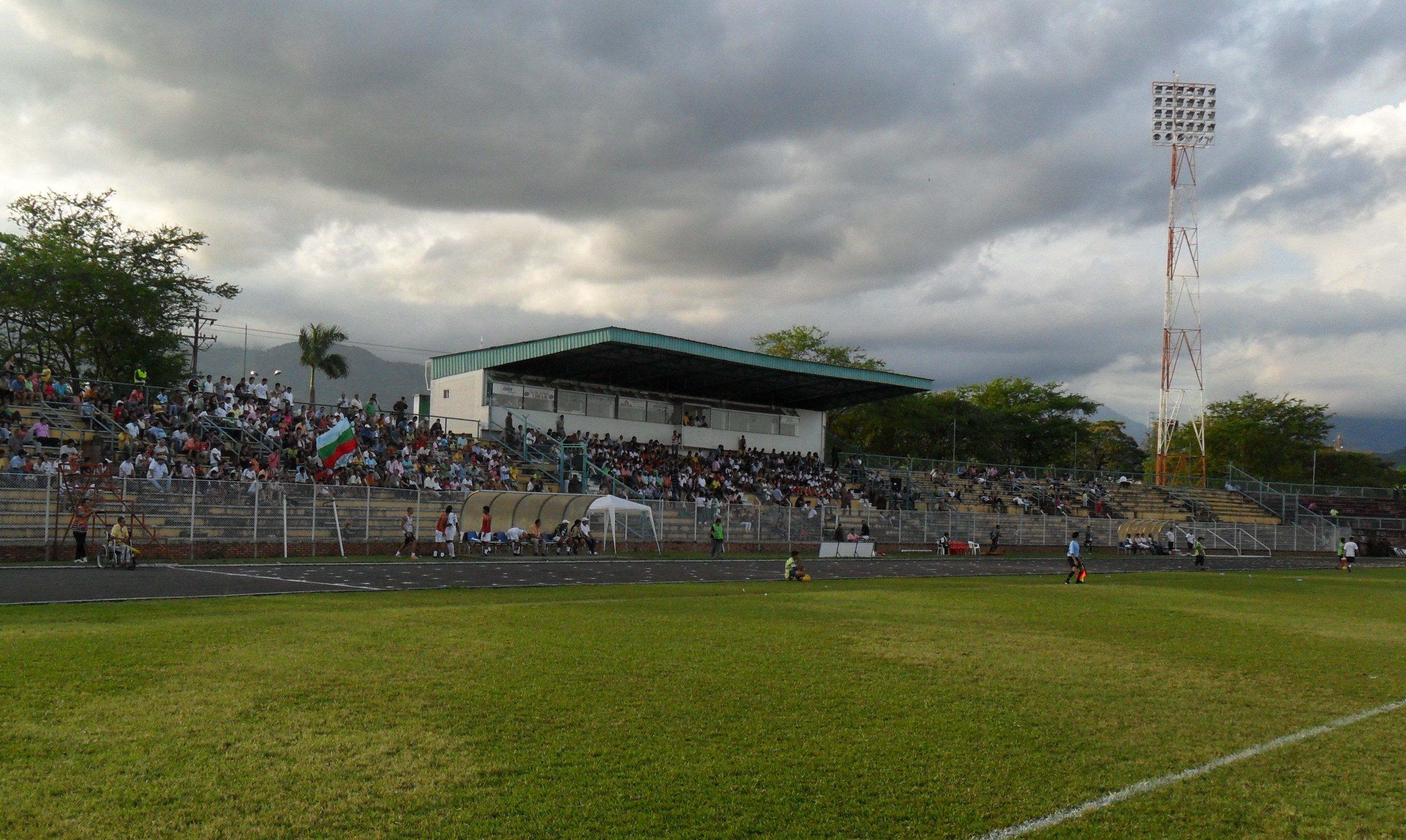
Estadio Macal antes de su remodelación del año 2012

Luego del paso del Unión Meta en la temporada 2000, se realizó una serie de reformas estructurales al escenario deportivo, principalmente en la tribuna occidental.
En el año 2003, se remodeló el estado con una inversión cercana a los 3000 millones de pesos. En ese año, Centauros jugó en la Categoría Primera A.
En el 2012 con la llegada de Llaneros F.C., el gobernador Alan Jara ordenó la intervención del estadio con un presupuesto cercano a los COL$ 4200 millones, con lo cual se pusieron sillería nueva en las gradas, se retiró las antiguas mallas de protección, y se incluyó la instalación de una nueva cancha sintética, eliminando la grama natural, lo cual ha generado polémica.
Debido a las demoras en las obras, por la realización de torneos juveniles de fútbol y conciertos, jugó sus primeros partidos en el Estadio de Compensar en Bogotá, y como estadio alterno la Dimayor aprobó que Llaneros jugara sus partidos como local en el Estadio La Esperanza, de la ciudad de Villavicencio que cuenta con una capacidad para albergar 7000 espectadores, se esperaba que la remodelación del estadio 'Macal' estuviera lista en octubre de 2012, por lo que el equipo no debutó en Villavicencio.
La remodelación del estadio se llevó a cabo de la siguiente forma:
- El primer paso fue el retiro del gramado natural, el cual duró aproximadamente 3 días, posteriormente siguió la excavación para darle paso a la instalación del drenaje, que tuvo un periodo de 30 días. Finalmente llegó la adecuación del gramado sintético que se hizo en un periodo no superior a 45 días.
- Paralelamente a las graderías se les realizó una limpieza general y de pintura, del mismo modo la instalación de silletería ( silletería que sobró del  Estadio El Campin y Estadio Atanasio Girardtot), al estilo de los estadios que por Colombia fueron refaccionados para el Mundial Sub-20 en el 2011. Las luminarias están siendo cambiadas totalmente, con tecnología de avanzada con ahorro de energía y mejor iluminación, donde se seguirán utilizando las actuales torres.
- Los camerinos local, visitante y de los árbitros, fueron restaurados incluyéndoles gramado sintético. Las cabinas para los medios de comunicación también se adecuaron.

Actualmente se oyen comentarios de un video que dice que el estadio debe ser remodelado en grandes partes por sus graves deterioros, pero las partes donde presentan más deterioros son las siguientes:
-La parte nororiental y sur están invadidas por moho debido a que son bancas de concreto las cuales no tiene silleterías como los costados oriente y occidente.
-La pista de atletismo (que hace parte del estadio), esta en malas condiciones.
-El sector de emergencias, donde se ubican los bomberos y paramédicos, están muy agrietados.
-La sillería del estadio, está invadida de moho y tierra, han perdido su color y también presentan descuidos.
-Los camerinos de los árbitros están en pésimas condiciones.
-Las rejas de seguridad en las entradas tienen óxido en cantidades.
Para el año 2016 los partidos de Llaneros F.C. se habían propuesto a jugar de noche pero al final se decidió que ya no porque no se mejoraron las iluminaciones del estadio, esto ha generado mucha polémica de los hinchas del club.
Para el Año 2019, el estadio Manuel Calle Lombana tendrá una nueva remodelación, lo cual incluye cambio de grama sintética la cual se implementó en el año 2013, para nuevamente darle paso a la grama natural, además de mejoramiento en camerinos, salas de prensa, graderías, parqueaderos, mantenimiento de las luminarias y también darle paso a una moderna pista de atletismo. En el proyecto que busca reformar este escenario también incluye mejoras en espacios aledaños y modernización en la estructura física de la villa Olímpica en la cual está ubicada el estadio. Para este proyecto la gobernación del Meta invertirá cerca de 65 Mil millones de pesos y se estima que las obras duren cerca de 10 Meses, aunque se anunció que el estadio podría estar listo para su uso finalizando el primer cuatrimestre del año 2020.
Por la ejecución de las obras en estadio Macal, el equipo Llaneros F.C. para el segundo semestre de 2019 se vio obligado a buscar una plaza provisional para poder disputar el torneo águila II, Se especuló al  Estadio Santiago de las Atalayas en la ciudad de Yopal, aunque el equipo se trasladó de manera transitoria a la ciudad de Tunja en donde disputará el torneo finalización 2019 en el Estadio La Independencia mientras el estadio Manuel Calle Lombana este en óptimas condiciones para su uso y el regreso del equipo a la ciudad.

## Instalaciones
El estadio tiene cuatro tribunas: Sur, Norte, Oriental y Occidental.
- Occidental vip
- Occidental general
- Oriental
- Norte
- Nororiental
- Sur
- Occidental central
- Occidental general sur
- Oriental general
- Palcos y prensa

## Datos del estadio
- Inauguración: Exactamente en el año 1958.

- Dirección: Carrera 19 con Calle 25. Avenida Circunvalar

- Medidas del campo de juego: 105 m de largo por 65 m de ancho.

- Aforo aproximado: 18 000 espectadores.[8]

## Conciertos
En el Estadio Macal se han presentado artistas nacionales e internacionales; los más importantes eventos musicales internacionales son los siguientes:
- 2005 Diomedes Díaz
- 2007 Silvestre Dangond
- 2009 Daddy Yankee, Juan Gabriel,
- 2010 Marc Anthony, Don Omar
- 2012 Vicente Fernández
- 2013 Vilma palma e vampiros
- 2014 Carlos Vives
- 2015 Fonseca

También han estado artistas como Jean Carlo Centeno, Son de Cali, Galy Galiano, Ana Gabriel, entre otros.